# لوئیس انریکه دیاس
لوئیس انریکه دیاس (پرتغالی: Luís Henrique Dias؛ زادهٔ ۱۸ مهٔ ۱۹۶۰) بازیکن فوتبال اهل برزیل بود.
از باشگاه‌هایی که در آن بازی کرده‌است می‌توان به باشگاه فوتبال اتلتیکو مینیرو، باشگاه فوتبال کریسیوما، باشگاه فوتبال سان خوزه، و باشگاه فوتبال کوریتیبا اشاره کرد.
وی همچنین در تیم ملی فوتبال برزیل بازی کرده‌است.
وی در مسابقات بین‌المللی در مجموع برندهٔ ۱ مدال نقره شده‌است.